# Elhaida Dani
Elhaida Dani (Shkodër, 17 februari 1993) is een Albanees zangeres en musical-actrice.

## Carrière
Dani raakte bekend in eigen land dankzij haar overwinning in de Albanese versie van Star Academy in 2009. Een jaar eerder had ze reeds deelgenomen aan Kënga Magjike. In 2012 waagde ze haar kans in Festivali i Këngës, de Albanese voorronde voor het Eurovisiesongfestival. Met het nummer Mijëra vjet wist ze de finale te halen, maar daar eindigde ze puntenloos. In 2013 nam ze deel aan The Voice of Italy. Ze wist deze talentenjacht te winnen, wat haar grote populariteit opleverde in zowel thuisland Albanië als in Italië.
In december 2014 waagde ze opnieuw haar kans in Festivali i Këngës. Met het nummer Diell begon ze als topfavoriete aan de competitie, die ze uiteindelijk ook winnend wist af te sluiten. Hierdoor zou ze haar vaderland mogen vertegenwoordigen op het Eurovisiesongfestival 2015, dat in de Oostenrijkse hoofdstad Wenen werd gehouden. Diell werd echter teruggetrokken door de schrijvers van het nummer, waardoor ze met een ander nummer naar het songfestival moest gaan. Dit werd I'm Alive. Ze haalde er de finale mee en bereikte daarin de 17de plaats. De laatste jaren speelt Elhaida Dani vooral in Italiaanse musicals.
- Bibliothèque nationale de France: cb16991337t (data)
- International Standard Name Identifier: 0000 0004 5675 4768
- Library of Congress Control Number: n2016014715
- MusicBrainz: 77a4ee27-a482-49db-a7f6-11bde59842cf
- Virtual International Authority File: 41144648264961285626
- WorldCat: E39PBJbxBCyDr7987wxtTRvyh3

2004: Anjeza Shahini · 
2005: Ledina Çelo · 
2006: Luiz Ejlli · 
2007: Aida & Frederik Ndoci · 
2008: Olta Boka · 
2009: Kejsi Tola · 
2010: Juliana Pasha · 
2011: Aurela Gaçe · 
2012: Rona Nishliu · 
2013: Adrian Lulgjuraj & Bledar Sejko · 
2014: Hersjana Matmuja · 
2015: Elhaida Dani · 
2016: Eneda Tarifa · 
2017: Lindita · 
2018: Eugent Bushpepa · 
2019: Jonida Maliqi · 
2021: Anxhela Peristeri · 
2022: Ronela Hajati · 
2023: Albina & Familja Kelmendi · 
2024: Besa · 
2025: Shkodra Elektronike